# Андижанська область
Андижа́нська о́бласть (узб. Андижон вилояти, Andijon viloyati) — адміністративно-територіальна одиниця на крайньому сході Узбекистану. Утворена 6 березня 1941 року. Розташована в межах Ферганської долини; у східній частині — передгір'я Ферганського та Алайського хребтів. Центр області — місто Андижан.
Площа області становить 4,24 тис. км². Населення становить 1899 тис. осіб (2008; 2,2 млн в 1996, 1,4 млн в 1980).
Межує на північному заході з Наманганською, на південному заході з Ферганською областями Узбекистану; на півночі, сході та півдні — з Киргизстаном.

## Природа
Західна частина області являє собою рівнину (висота 400—500 м); на сході та південному сході місцевість поступово підвищується і переходить у зону передгір'я (пагорбів-адирів), висота до 1540 м. Адири розчленовані давніми руслами річок та численними, дуже розгалуженими ярами з крутими й прямовисними схилами. Для зони адирів характерна підвищена сейсмічність.
Корисні копалини області: нафта, природний газ, озокерит, різноманітні будівельні матеріали.
Клімат сухий, різко континентальний, зі спекотним літом та м'якою зимою. Середні температури січня —3 °C, липня — +26 °C. Опадів випадає від 200 мм на заході до 300 мм за рік на сході, максимум припадає на зиму та весну.
Головна річка області — Карадар'я, в яку впадають саї — Андижансай, Аравансай, Акбурасай; та від якої йдуть магістральні канали для зрошування — Шахрихансай, Великий Ферганський канал, Південний Ферганський канал та інші.
На рівнинах переважають родючі окультурені ґрунти. Поширені також сіроземи, що переходять на схилах адирів у каштанові, а ще вище — в чорноземовидні ґрунти.
Рослинність області напівпустельна, з перевагою на рівнині кураю і полину, в зоні адирів — ефемерів та полину. На крутих схилах зростають кущі фісташки та мигдалю. Природна рослинність у значній мірі витіснена культурною.

## Населення
Основне населення — узбеки. Живуть також росіяни, киргизи, уйгури, казахи, таджики, татари, корейці, українці та ін. Андижанська область — одна з найбільш заселених областей країни, Густота населення деяких районів сягає понад 600 чол./км².

## Господарство

### Промисловість
Область є першою за бавовництвом і другою за шовківництвом областю Узбекистану. Промисловість пов'язана головним чином із обслуговуванням бавовництва, переробкою бавовнику та іншої сільськогосподарської продукції, видобуванням нафти та природного газу. В області діють великі бавовноочисні заводи (Андижан, Асака, Кургантепа, Пахтаабад, Шахрихан та ін.), жироолійний комбінат, гідролізний, гренажний, плодоконсервний (Андижан), дубильно-екстрактний (Ханабад), кисневий і олійно-екстрактний (Асака), цегельні заводи. Машинобудівні заводи виробляють дизелі, машини для шляхового та іригаційного будівництва, для сільського господарства.
За видобутком нафти Андижанська область посідає перше місце в країні (нафтопромисли: «Андижан», «Джанубій-Аламушук», «Палванташ», «Ходжаабад»). Одночасно видобувається й газ. Побудований газопровід Ходжаабад—Фергана. Низка електростанцій (в тому числі ГЕС).

### Сільське господарство
Посівна площа становить понад 200 тис. га, 95 % якої зрошується. Під бавовником зайнято 70 %, під кормовими культурами (головним чином люцерною) — 20 % , зерновими (рис, кукурудза та ін.) — 9 % посівної площі. За загальним збором бавовнику область займає перше місце в Узбекистані. Розвинуте також садівництво, виноградарство і овочівництво.
Тваринництво м'ясо-молочного напряму базується на кормових травах і відходах бавовництва (жмихи), а також пасовиськах суміжних гірських районів Киргизстану. Розводять велику рогату худобу (корів), овець, коней, свиней, тутових шовкопрядів.

### Транспорт
3алізниці сполучають Андижан з Ферганою, Наманганом та містами Киргизстану Джалал-Абадом, Ошем і Таш-Кумиром. Прокладені залізничні гілки до Асаки, Пахтаабада, Шахрихана. Транспортні вузли — Андижан, Шахрихан, Асака, Карасув.

## Адміністративний поділ

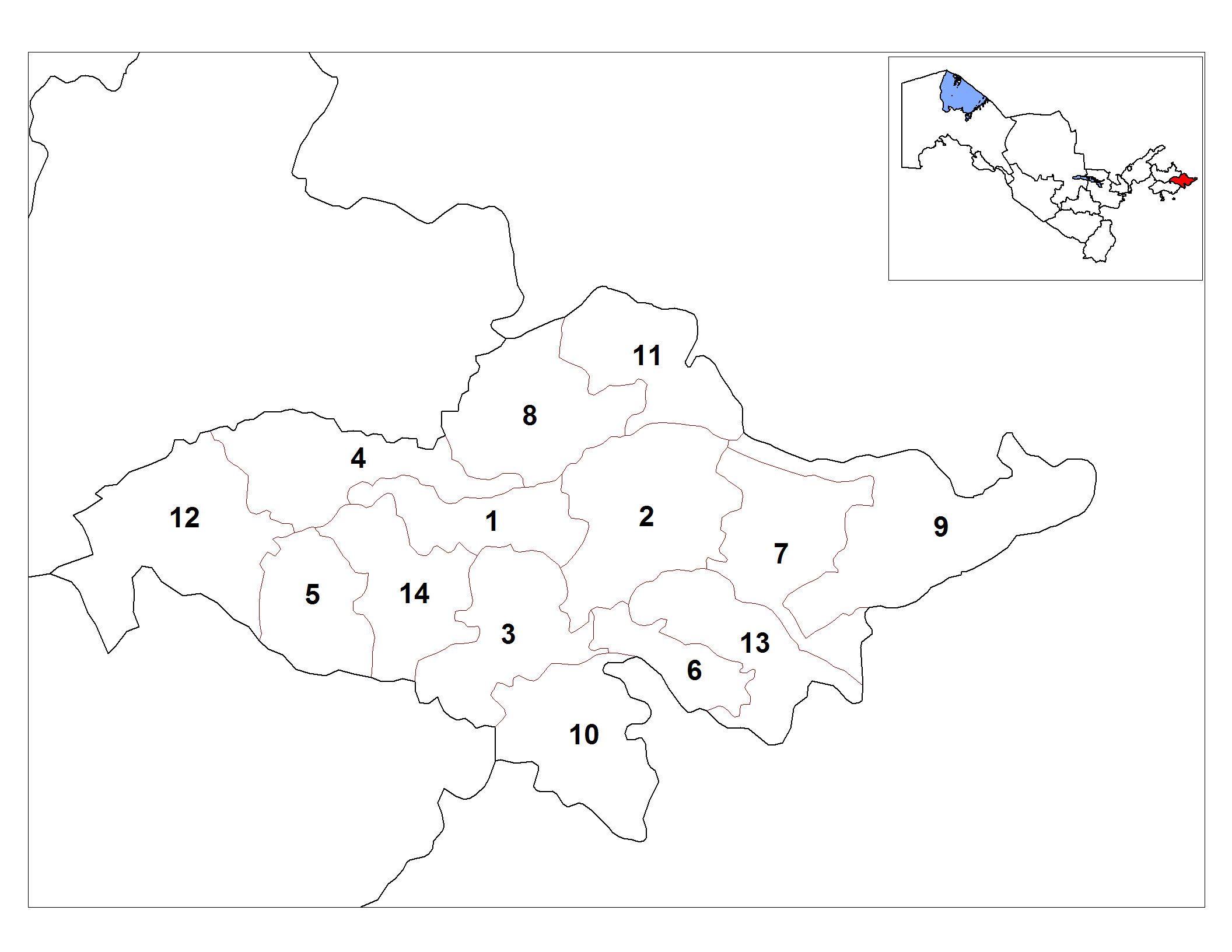
Райони Андижанської області

Станом на 1 січня 2011 року область поділена на 14 районів (tumani) і 2 міста (shahari) обласного підпорядкування:

### Райони
| № на карті | Район            | Центр                   |
| ---------- | ---------------- | ----------------------- |
| 1          | Алтинкульський   | н.п. Алтинкуль          |
| 2          | Андижанський     | міське селище Куйґан'яр |
| 3          | Асакинський      | місто Асака             |
| 4          | Баликчинський    | міське селище Баликчі   |
| 5          | Бозький          | міське селище Боз       |
| 6          | Булакбашинський  | міське селище Булакбаші |
| 7          | Джалалкудуцький  | місто Ахунбабаєв        |
| 8          | Ізбасканський    | місто Пайтуг            |
| 9          | Кургантепинський | місто Кургантепа        |
| 10         | Мархаматський    | місто Мархамат          |
| 11         | Пахтаабадський   | місто Пахтаабад         |
| 12         | Улугнорський     | міське селище Акалтин   |
| 13         | Ходжаабадський   | місто Ходжаабад         |
| 14         | Шахриханський    | місто Шахрихан          |

### Міста обласного підпорядкування
- Андижан
- Ханабад

## Населені пункти
Станом на 1 січня 2011 року до складу області входили 11 міст, 78 міських селищ і 95 сільських сходів громадян.

### Міста
- Андижан
- Асака
- Ахунбабаєв
- Карасув
- Кургантепа
- Мархамат
- Пайтуг
- Пахтаабад
- Ханабад
- Ходжаабад
- Шахрихан

## Керівництво Андижанської області

### Голови облвиконкому
1. Шадманов Юсупджан (194.4 — 194.7)
2. Ходжибеков Худайкул (194.9 — 1951)
3. Ризаєв Ахмадалі (серпень 1951 — вересень 1952)
4. Ашуров Іргаш (вересень 1952 — 1955)
5. Ризаєв Ахмадалі (1955 — червень 1956)
6. Хайдаров Ашур (червень 1956 — серпень 1962)
7. Каюмов Пулат (промисловий) (24 грудня 1962 — грудень 1964)
8. Абдурахімов Усман Абдурахімович (сільський) (24 грудня 1962 — грудень 1964)
9. Ходжаєв Акрам Рустамович (грудень 1964 — 1965)
10. Каюмов Пулат (1965 — 1973)
11. Ашуров Іргаш (1973 — 1974)
12. Хасанов Джура (1974 — 198.6)
13. Рахімов Ергаш (1987 — 1991)

### Голови обласної ради народних депутатів
1. Холмірзаєв Каюм Холмірзайович (березень 1990 — лютий 1992)

### 1-і секретарі обкому КП Узбекистану
1. Трофімов Микола Павлович (1941 — 1942)
2. Бакулін Ювеналій Олексійович (1942 — 1944)
3. Шубладзе Костянтин Костянтинович (1944 — 1946)
4. Токтобаєв Азіз (1946 — лютий 1946)
5. Мавлянов Абдуразак (лютий 1946 — січень 1949)
6. Мірза-Ахмедов Мансур Зіяйович (січень 1949 — січень 1956)
7. Курбанов Рахманкул Курбанович (січень 1956 — вересень 1961)
8. Ашуров Іргаш (вересень 1961 — грудень 1962)
9. Ходжаєв Акрам Рустамович (промисловий) (грудень 1962 — грудень 1964)
10. Хайдаров Ашур (сільський) (грудень 1962 — грудень 1964)
11. Хайдаров Ашур (грудень 1964 — 22 січня 1968)
12. Рахімов Бекташ Рахімович (22 січня 1968 — 6 грудня 1974)
13. Усманходжаєв Інамжон Бузрукович (6 грудня 1974 — грудень 1978)
14. Мамарасулов Саліджан (грудень 1978 — 5 серпня 1985)
15. Аріпджанов Махмут Маріпович (5 серпня 1985 — 5 березня 1990)
16. Холмірзаєв Каюм Холмірзайович (5 березня 1990 — 14 вересня 1991)

### Хокіми
1. Холмірзаєв Каюм Холмірзайович (21 лютого 1992 — 4 лютого 1993)
2. Обідов Кобілджон Гафурович (4 лютого 1993 — жовтень 1996),
3. Юсупов Машаріф Юсупович (в.о.) (жовтень 1996 — 1997),
4. Обідов Кобілджон Гафурович (1997 — 24 травня 2004),
5. Бегалієв Сайдулло Бегалійович (25 травня 2004 — 13 жовтня 2006),
6. Усманов Ахмад Тугілович (13 жовтня 2006 — 26 квітня 2013),
7. Абдурахманов Шухратбек Кушакбайович (12 травня 2013 — ).